# Olios lepidus
Olios lepidus là một loài nhện trong họ Sparassidae.
Loài này thuộc chi Olios. Olios lepidus được Jehan Vellard miêu tả năm 1924.